# São Miguel dos Milagres
São Miguel dos Milagres là một đô thị ở bang Alagoas, Brasil. Dân số năm 2004 ước tính là 6.354 người.